# Jean III de Ligne
Jean de Ligne, mort le 2 janvier 1469, est un éminent noble et ecclésiastique de la maison de Ligne dans les Pays-Bas bourguignons et de la principauté de Liège.

## Biographie
Jan III est le fils de Jean II de Ligne (c.1361-1442) et de sa première épouse Eustachie de Barbançon (?-1464), un mariage qui aurait été conclu avant 1380. Pour des raisons indeterminées, il choisit une carrière spirituelle. Peut-être n'était-il pas le premier en ligne pour la succession.
En 1430, il devient prévôt du chapitre de Saint Lambert à Liège, une fonction prestigieuse qui mène souvent à la nomination comme prince-évêque de Liège. En tant que prévôt du chapitre de la cathédrale, il est également le suppléant du prince-évêque Jean de Heinsberg.
En 1443, Jean quitte le clergé pour succéder à son père Jean II comme seigneur de Ligne et d'autres seigneuries du Hainaut et de Namur (Stambruges, Montrœul-sur-Haine et Belœil).
Il meurt sans héritier en 1468 et est remplacé par son neveu Jean IV de Ligne, fils aîné de son frère Michel.